# ジャンルイジ・ブッフォン
ジャンルイジ・ブッフォン（Gianluigi Buffon、1978年1月28日 - ）は、イタリア・カッラーラ出身の元サッカー選手。元イタリア代表。ポジションはゴールキーパー。

## 経歴

### パルマAC
1991年にパルマACのエルメス・フルゴーニGK育成コーチ兼スカウトに見いだされ、同チームの下部組織に加入した。
1995-96シーズンでは、下部組織加入からわずか4年でネヴィオ・スカラ監督によって、パルマのトップチームに昇格。その時まだ17歳だった。1995年11月19日、ファビオ・カペッロ監督率いるACミラン戦でセリエAデビュー（17歳9ヶ月）。その試合でこの年のバロンドールを受賞するジョージ・ウェアの至近距離からのシュートを顔面でセーブするなどスーパーセーブを連発し、0-0の引き分けに貢献した。このシーズンは9試合に出場した。
1996-97シーズンでは、正GKとしての地位を確固たる物とし、ステーファノ・トッリージ、リリアン・テュラム、ファビオ・カンナヴァーロと共に強固な守備陣を形成。チームはセリエA2位につけた。
1998-99シーズンでは、堅守を武器にチームはコッパ・イタリア優勝、UEFAカップ優勝、イタリア・スーパーカップ優勝を達成した。
2000-01シーズンでは、このシーズンにおいて自身初となるセリエA全試合出場を果たした。

### ユヴェントス
2001年7月2日、GKとしては当時の史上最高額の移籍金となる5230万ユーロでマルチェロ・リッピ監督率いるユヴェントスFCに加入。当初はGKにこれほど多額の移籍金を支払ったユヴェントスに懐疑的な見方をする専門家が多かったが、「サッカーをよく理解していない者の戯言」とブッフォンは反論し、その年のスクデット獲得に貢献をした。
2002-03シーズンでは、セリエA連覇を達成。UEFAチャンピオンズリーグでは、準決勝2ndレグのレアル・マドリード戦でルイス・フィーゴのPKを止めるなど活躍し、決勝進出した。しかし、オールド・トラッフォードで行われたミランとの決勝戦でPK戦の末に敗れて準優勝に終わった。なお、このシーズンはUEFAチャンピオンズリーグのMVP（GKとしては史上唯一）と最優秀GKに選出された。
2004年3月にFIFAが100周年を迎えるにあたって、元ブラジル代表ペレが選出したFIFA100（偉大なサッカー選手125人）に選出された。
2005-06シーズンでは、8月14日に行われたミランとの親善試合でカカと激突し、右肩を脱臼。長期の戦線離脱を余儀なくされ、ユヴェントスはその代役としてクリスティアン・アッビアーティをミランから獲得。一旦、同年12月1日のコッパ・イタリア、ACFフィオレンティーナ戦で復帰するが、カペッロ監督のまだ十分に回復していないとの判断により、その後の試合には出場せず。1月15日のレッジーナ・カルチョ戦で再度復帰。以降は正GKの座を奪還した。
2006年6月-7月に、カルチョ・スキャンダルでイタリアサッカー界が揺れる中、ブッフォン自身にも違法なサッカー賭博に関与したのではないかとの容疑が掛かり、パルマ地検とトリノ地検から事情聴取を受ける（後に無実であることが判明）。

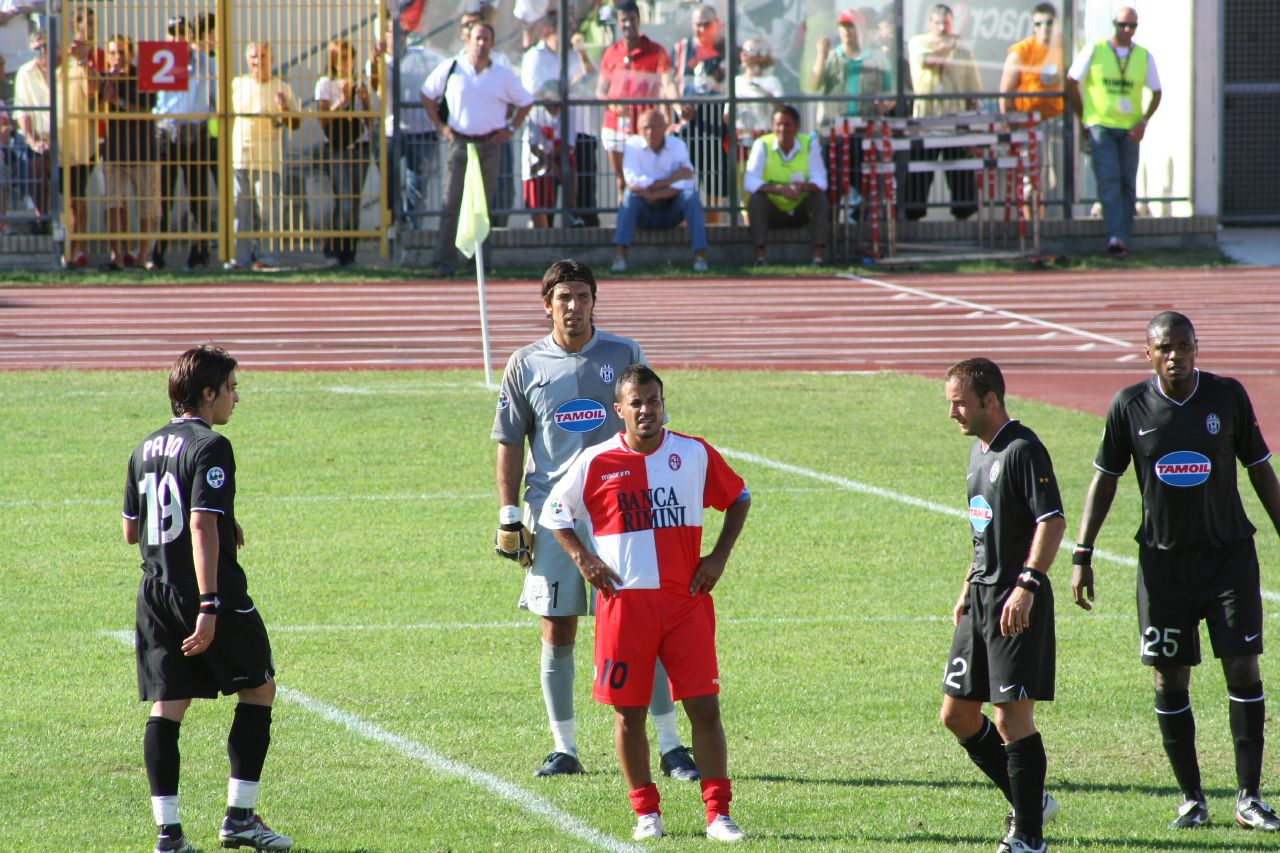
セリエBでプレーするブッフォン（2006年）

2006年8月、所属チームであるユヴェントスの八百長行為によりチームがセリエBへ降格することが決定し、カンナヴァーロやジャンルカ・ザンブロッタなど多くのチームメイトが移籍していく中、アレッサンドロ・デル・ピエロやパベル・ネドベドらと同じくユヴェントスに残留する意向であることを代理人を通じてラジオで発表した。
2006年11月、2006 FIFAワールドカップでの活躍によりバロンドール受賞が噂されたが、投票の結果2位に終わり、イタリア代表のチームメイトであるカンナヴァーロにその栄誉を譲った。
2006-07シーズンでは、チーム最多となる38試合に出場し、ユヴェントスをセリエB優勝に導いた。シーズン中からUEFAチャンピオンズリーグ出場のため、他チームへ移籍するのではないかと噂されたが、シーズン終了後にユヴェントスとの契約を2012年まで延長した。
2007-08シーズンでは、2008年3月14日にユヴェントスとの契約を2013年まで延長した。
2009-10シーズンでは、シーズン開幕から好調を維持していたが、2009年12月12日に左膝半月板の手術を行った。
2010-11シーズン2010 FIFAワールドカップのイタリア代表メンバー23人に選ばれたが、連覇を狙ったこの大会でグループリーグ初戦のパラグアイ戦で負傷退場。その後、椎間板ヘルニアのため手術を受けた。11月に練習に復帰し、12月にはベンチ入りも果たしたが暫くはマルコ・ストラーリの控えとして過ごした。2011年1月14日のコッパ・イタリア5回戦のカルチョ・カターニア戦で実戦復帰。その後1月16日のASバーリ戦でリーグ戦初出場を果たした。このシーズンは、本来のプレーには程遠く移籍後最少の16試合の出場に留まり、チームも7位に沈んでUEFAチャンピオンズリーグはおろかUEFAヨーロッパリーグの出場権すら獲得できなかった。

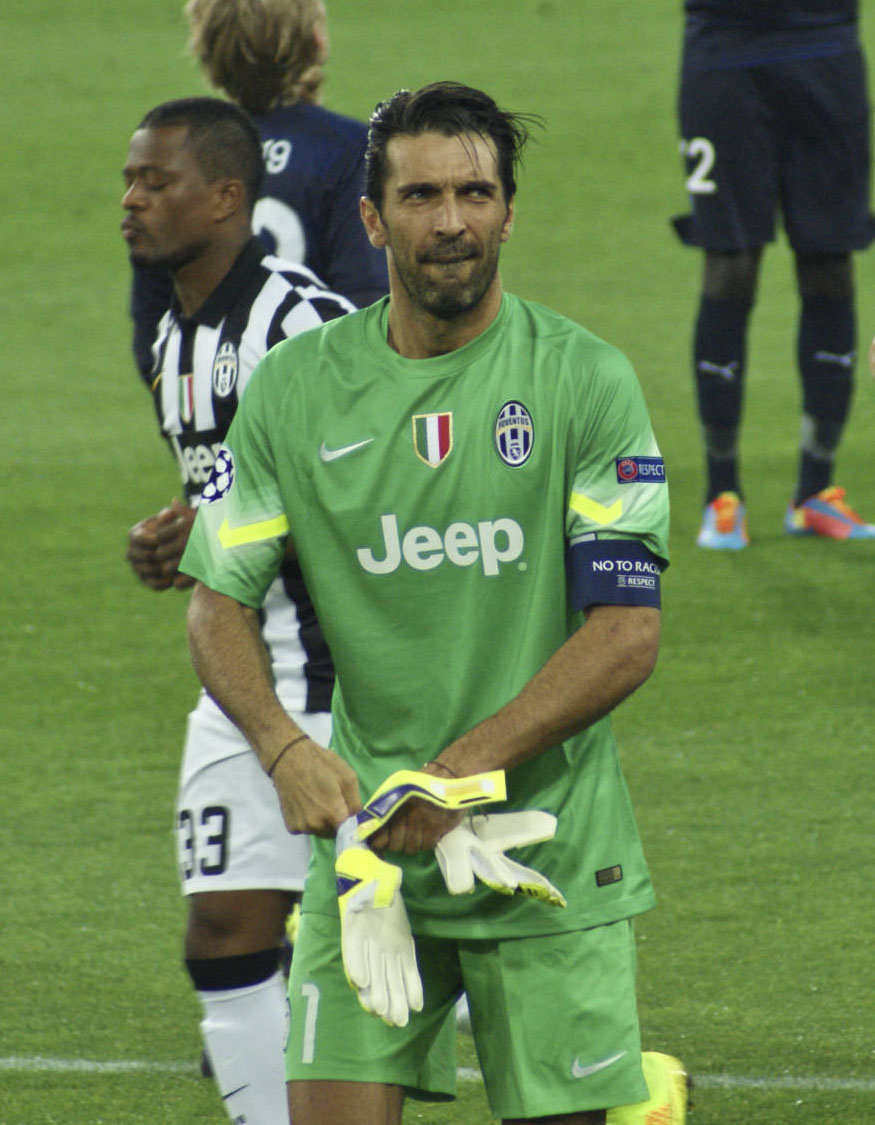
ユヴェントスでキャプテンを務めるブッフォン（2014年）

2011-12シーズン久々にシーズン開幕から好調を維持し、セリエAでチーム2番目となる35試合に出場した。チームはセリエA最小失点（20失点）で2002-03シーズン以来9年ぶりの優勝（38戦無敗）に貢献した。また、個人的にもサッカー統計組織「国際サッカー歴史統計連盟(IFFHS)」が21世紀のベストGKランキングを発表し、1位に選ばれた。
2015-16シーズン、2016年3月20日のトリノFCとのトリノダービーで1993-94シーズンに元イタリア代表GKセバスティアーノ・ロッシが記録した929分のセリエAにおける無失点記録を更新する「974分」の無失点記録を達成。5月11日、クラブとの契約を2018年まで延長した。
2016-17シーズン、10月にゴールキーパーとしては初のゴールデンフットアワードを受賞し、2017年1月には11度目のセリエA最優秀ゴールキーパー賞、またセリエAベストイレブンに選ばれた。2016年11月6日、キエーヴォ・ヴェローナ戦でセリエA通算600試合出場を果たした。2017年3月19日のUCサンプドリア戦ではユヴェントスにおいて史上最多出場記録となる3万9706分を記録した。チャンピオンズリーグ準決勝ASモナコとの1stレグの試合でチャンピオンズリーグ100試合出場を達成。またモナコの決定機を数回防ぎ、チャンピオンズリーグ史上初の6試合連続無失点試合を達成した。チームはセリエAとコッパ・イタリアと史上初の3年連続国内二冠を達成し、チャンピオンズリーグでも自身3度目となる決勝へ進出した。しかし、カーディフでのレアル・マドリードとの決勝ではクリスティアーノ・ロナウドに2ゴールを決められるなど4失点を喫し1-4で敗れ、またしても初のチャンピオンズリーグのタイトルを逃した。2016-17シーズンのUEFAチャンピオンズリーグでは12試合に出場して9試合でクリーンシートを達成し、UEFAチャンピオンズリーグ最優秀GKに選出された。このシーズンの活躍を評価され、FIFA最優秀GKに選出され、さらにゴールキーパーとしては初となるセリエA最優秀選手賞を受賞した。
2016年11月にはJリーグのサガン鳥栖が、退団予定のあった林彰洋の後釜を獲るべくオファーを送ったが、重要な戦力であるとしてユヴェントス側が放出を拒んだ。
2017-18シーズン、2018年2月9日、ACFフィオレンティーナ戦でユヴェントスでのリーグ戦500試合出場を達成した。4月11日、UEFAチャンピオンズリーグ準々決勝のレアル・マドリード戦2ndレグでは、2戦合計で3-3のスコアの中、試合終盤にPKの判定を不服とし審判に猛抗議して退場処分となった。このPKによるゴールが試合を決め、チームは2戦合計3-4で敗れた。試合後には主審に対して「心があるべき場所にゴミ箱がある」などと侮辱し、欧州サッカー連盟は主催大会3試合の出場停止処分を科すと発表した。5月9日、コッパ・イタリア決勝のミラン戦で通算300試合目のクリーンシートを達成した。
2018年5月17日、会見を開きシーズン終了後にユヴェントスを退団すると発表した。セリエAで前人未踏の7連覇を成し遂げ、最終節で退団のセレモニーが行われた。

### パリ・サンジェルマン
2018年7月6日、パリ・サンジェルマンFCと1年契約を締結した。初のイタリア国外でのプレーとなる。契約には1年の契約延長オプションが含まれている。リーグ・アンの開幕戦SMカーン戦で先発出場、カーンを無失点に抑えパリ・サンジェルマンでデビューを果たした。
2019年2月12日に行われたCLラウンド16・1stレグのマンチェスター・ユナイテッドFC戦に先発出場。チームはアウェイのオールド・トラッフォードでの試合となったが0-2で勝利を収めた。ブッフォンは、この試合を無失点で終え、CL通算50回目のクリーンシートを達成。エドウィン・ファン・デル・サール、イケル・カシージャスに次ぐ歴代3人目となる偉業を成し遂げた。
クラブから契約延長のオファーがあったものの、2019年6月5日、契約延長をせずに退団することを発表した。

### ユヴェントス復帰
2019年7月3日、古巣ユヴェントスに1年契約で復帰した。背番号はパルマ時代と同じ77番。
2019年9月28日、SPAL戦に出場し、クラブでの公式戦出場記録が903試合となり、クラブキャリアにおけるイタリア人歴代最多出場記録を更新した。10月30日、ジェノアCFC戦でユヴェントスでのリーグ戦出場記録を513試合とし、アレッサンドロ・デル・ピエロの持つユヴェントスのリーグ戦最多出場記録に並んだ。2020年6月29日、クラブとの契約を2021年まで延長した。
2020年7月4日、同数で並んでいたパオロ・マルディーニのセリエA最多出場記録を超え、648試合出場を達成した。12月19日、パルマ戦でチームメイトのマノロ・ポルタノーヴァに向けて、冒涜的な言葉を発したとして、2021年2月18日に神への冒涜行為で5000ユーロの罰金処分を受け、さらに3月30日に1試合の出場停止処分を受けた。2月22日、FCクロトーネ戦でセリエA654試合目の出場を果たし、ギャレス・バリーの持つ5大リーグ最多出場記録を更新した。5月11日、シーズン終了後にユヴェントスを退団すると発表した。5月12日、サッスオーロ戦でドメニコ・ベラルディのPKをストップし、これはセリエA最年長PKセーブ記録となった。

### パルマ復帰
2021年6月17日、パルマ・カルチョ1913に20年ぶりに復帰することが発表された。契約期間は2023年6月までの2年間。第21節のベネヴェント戦で、GKとして史上初の通算500試合無失点を達成した。
2023年8月2日、現役引退を発表した。

## 代表経歴

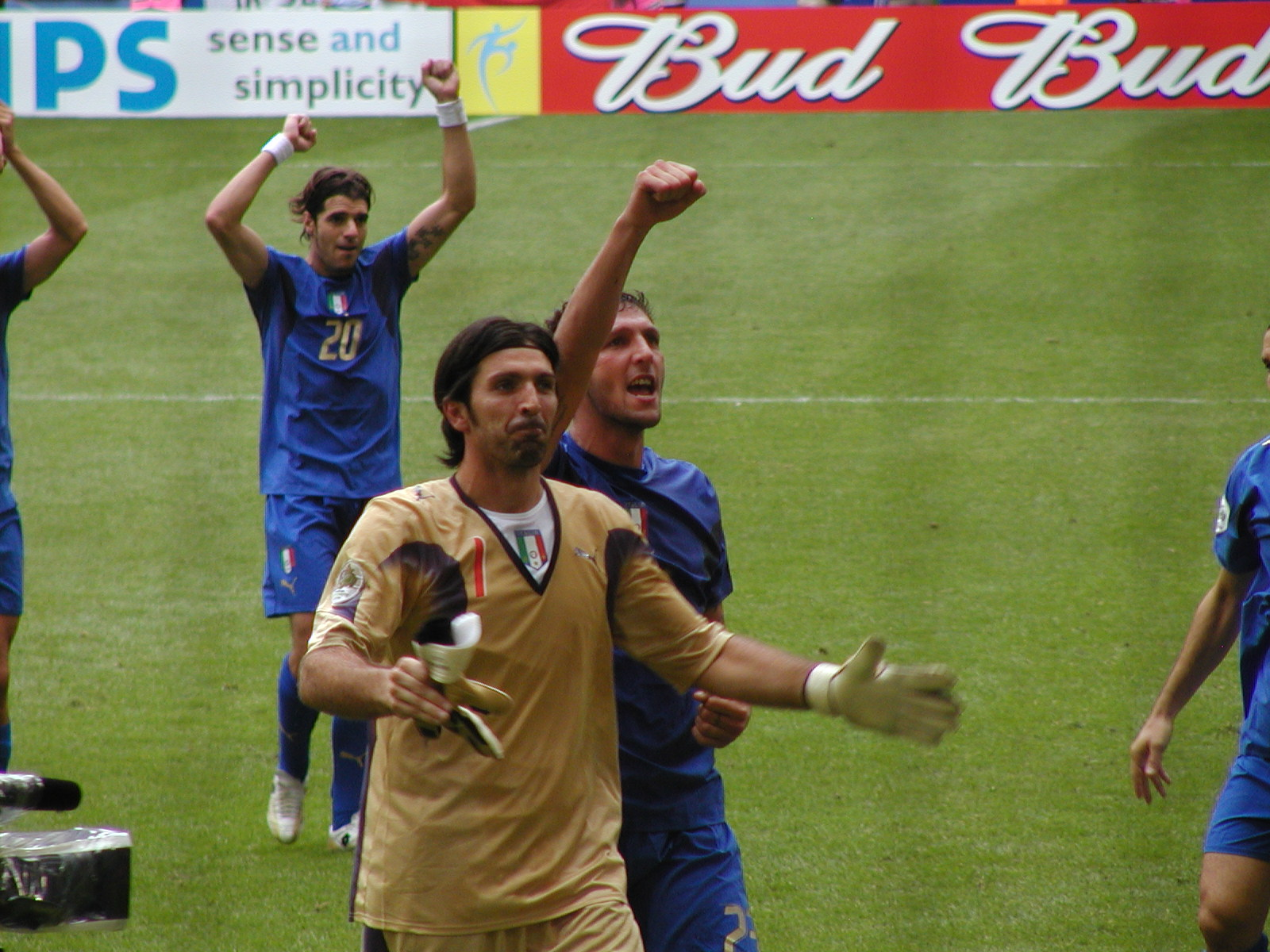
イタリア代表でのブッフォン（2006年）

1997年10月29日にモスクワで行われた1998 FIFAワールドカップ欧州予選プレーオフ・ロシア戦の第1戦でデビュー（ジャンルカ・パリュウカの負傷による途中出場）。ちなみに18歳11ヶ月での代表デビューはイタリア代表のGK史上2番目の若さである。
1998 FIFAワールドカップでは、20歳で最終メンバーに選出されるも出場機会はなく、チームは準々決勝でフランスに敗れた。
EURO2000では、大会直前に左手を故障し、メンバーに選出されなかった。
2002 FIFAワールドカップでは、正GKとしてプレーするも、ベスト16で韓国に敗退。4試合出場5失点。
EURO2004では、正GKとしてプレーし3試合2失点（うちPKで1失点）という結果だったものの、チームはグループリーグ敗退。
2006 FIFAワールドカップでは、自身のサッカー賭博疑惑による試合への影響が心配されたが、本大会では数多くのスーパーセーブを披露し、7試合を通じて2点しかゴールを許さず（1点はクリスティアン・ザッカルドのオウンゴール、1点はジネディーヌ・ジダンのPKからの失点であり、試合の流れの中でゴールを割られることはなかった。また、ファビオ・カンナバーロも活躍し、後にバロンドールを二人で争うこととなる）、さらに、W杯史上4番目の長さとなる460分連続無失点という記録を達成し、イタリアを優勝に導き、最優秀ゴールキーパーとしてレフ・ヤシン賞を受賞した。
EURO2008では、調子の上がらないチームの中、グループリーグ第2節のルーマニア戦でアドリアン・ムトゥのPKを止めるなど活躍を見せたが、チームは準々決勝でスペインにPK戦の末、敗れた。また、大会直前にファビオ・カンナバーロが負傷離脱したため、ルーマニア戦を除く3試合をキャプテンとして臨んだ。4試合出場4失点。
2009年11月14日に行われたオランダとの親善試合で、イタリア代表史上4人目（GKとしては2人目）となる100試合出場を達成。
2010 FIFAワールドカップでは、グループリーグ第1節のパラグアイ戦で椎間板ヘルニアにより前半のみの出場で交代。その後の試合は欠場し、イタリアも1勝もできないままグループリーグ最下位で大会を終えた。1試合出場1失点。
2011年11月15日に行われたウルグアイとの親善試合で、ディノ・ゾフの持つイタリア代表GKの出場記録、112試合に肩を並べた。

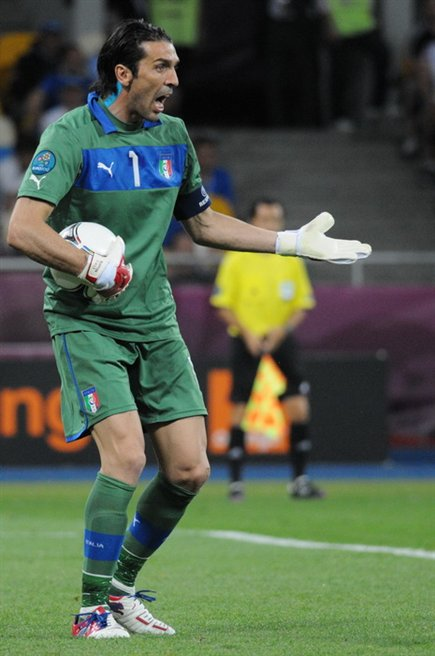
EURO 2012にはキャプテンとして臨んだ

EURO2012では、脱カテナチオを図った新生イタリア代表のキャプテンとしてゴールマウスを守り、決勝に進出。グループリーグ初戦で対戦したスペインと優勝を争うが、豊富な運動量が要求されるシステムに対し選手達の疲労はピークに達しており、チームは為す術もなく敗退。準優勝に終わった。自身は決勝こそ4ゴールを許したものの安定したセービングを披露。初戦のスペイン戦ではフェルナンド・トーレスのドリブル突破に対し自ら飛び出してボールを奪うなど足元の技術の高さも見せつけた。
2014 FIFAワールドカップでは、アントニオ・カルバハル、ローター・マテウスに次いで史上3人目となるワールドカップ5大会連続メンバー入りを果たした。コスタリカ戦とウルグアイ戦に出場するも、どちらの試合も1失点ずつを喫して敗戦を喫し、イタリアは2大会連続のグループリーグ敗退となった。
EURO2016が最後の国際大会になると述べたが、代表でのプレーを2018 FIFAワールドカップまで延長する意向を示した。EURO2016でもキャプテンとしてプレー、ドイツ戦ではマリオ・ゴメスとの1対1を止め、このプレーがUEFAセーブ・オブ・ザ・シーズンにノミネートされた。
2016年11月15日、ドイツ戦でヨーロッパにおける代表出場最多記録を持つイケル・カシージャスに並ぶ代表167試合目の出場を果たし、2017年9月2日に2018 FIFAワールドカップ・ヨーロッパ予選のスペイン代表戦で代表170試合目の出場を果たした。
2018 FIFAワールドカップ・ヨーロッパ予選ではスウェーデンにプレーオフで敗れて2017年11月13日に代表引退を表明した。その後、2018年3月のアルゼンチンとの親善試合ではルイジ・ディ・ビアジョ暫定監督の求めに応じ代表復帰した。

## 人物
- 父親のアドリアーノは砲丸投、母親のマリアは円盤投、2人の姉は共にバレーボールのオリンピック選手、そして1962年ワールドカップ・チリ大会のイタリア代表正GKロレンツォ・ブッフォン を親戚（祖父の従兄弟）に持つというスポーツ一家に生まれた[52]。
- 幼少時は「よく点を決めていた」と本人が語るように、トスカーナ州選抜に選出されたり、1988-89シーズン、スタディオ・ジュゼッペ・メアッツァで行われたインテル・ミラノ対エラス・ヴェローナFCの前座試合に出場するなどフォワードや右サイドアタッカー（右サイドMF）として活躍（少年時代の憧れの選手はローター・マテウス）[53]。しかし、12歳のとき「とりあえず1年間だけGKをやってみよう」とGKに挑戦。その年に開催された1990 FIFAワールドカップのカメルーン代表GK、トーマス・ヌコノのプレーに感化されGKへ転向した[54]。2007年12月、長男が誕生し憧れのプレーヤー「トーマス・ヌコノ」から名前を取って「ルイス・トーマス」と名づけている。
- 2011年にチェコ人モデルのアレナ・セレドヴァと結婚したが、自身の不倫が原因で2014年5月に離婚した[55]。

## プレースタイル・評価
- イケル・カシージャスは「あまりにも多くの才能に恵まれ、冷静でチーム全体に良い影響を及ぼしている」と評価している[56]。

- 国際サッカー歴史統計連盟が発表した「21世紀のベストGK」では1位に選出された[57]。

## 背番号にまつわるエピソード
- 2000-01シーズン開幕前に背番号88で選手登録を行ったが、ユダヤ人の市民団体の猛反発に会い、結局背番号77に変更した[58]。8はアルファベットで8番目=Hを指し、88=HH=Heil-Hitlerを表す記号としてネオナチなどが実際に使っている数字である[58]。ブッフォンは前年にファシスト的スローガン"Boia chi molla"(降伏する人々への死)と書かれたシャツを着て問題になるなど[59]、ネオナチ主義者であると言う噂がイタリア国内では流れていたために問題化した。この件について、本人は「今年は怪我をする前の状態に戻らなければならないし[60]、88なら4つの玉を持てるじゃないか[60]」と語っている。
- 更に本人によると、最初は00[60]の背番号を希望していたらしいが、協会から駄目出しを受けて88番を選んだとのこと[60]。翌年のユヴェントス移籍時に背番号に希望があるか聞かれた際には「問題になるといけないので、クラブに任せる」と答えている。なお元々ユヴェントスはあまり大きい背番号を認めておらず、以前にジャンルカ・ビアリが背番号99の希望を出した時は却下されている。
- 2019年にユヴェントスに復帰した際は77番を選んでいる。「77番は僕の歴史を表しているんだ。（プロデビューを飾った）パルマでこの背番号をつけた。そして幸運をもたらしてくれたんだ。本当にこのナンバーが好きだし、本来は“不可能な番号”をクラブが与えてくれて、満足しているよ」と語ったように、前述の通りユヴェントスは本来、大きな背番号を選択するのを認めていないが、特例で許可している[61]。

## 個人成績

### クラブ
2021年11月7日現在
| クラブ               | シーズン | リーグ       | リーグ | リーグ | カップ | カップ | リーグカップ | リーグカップ | 国際大会 | 国際大会 | その他 | その他 | 通算 | 通算 |
| クラブ               | シーズン | ディビジョン | 出場   | 得点   | 出場   | 得点   | 出場         | 得点         | 出場     | 得点     | 出場   | 得点   | 出場 | 得点 |
| -------------------- | -------- | ------------ | ------ | ------ | ------ | ------ | ------------ | ------------ | -------- | -------- | ------ | ------ | ---- | ---- |
| パルマ               | 1995-96  | セリエA      | 9      | 0      | 0      | 0      | —            | —            | 0        | 0        | 0      | 0      | 9    | 0    |
| パルマ               | 1996-97  | セリエA      | 27     | 0      | 0      | 0      | —            | —            | 1        | 0        | —      | —      | 28   | 0    |
| パルマ               | 1997-98  | セリエA      | 32     | 0      | 6      | 0      | —            | —            | 8        | 0        | —      | —      | 46   | 0    |
| パルマ               | 1998-99  | セリエA      | 34     | 0      | 6      | 0      | —            | —            | 11       | 0        | —      | —      | 55   | 0    |
| パルマ               | 1999-00  | セリエA      | 32     | 0      | 0      | 0      | —            | —            | 9        | 0        | 2      | 0      | 43   | 0    |
| パルマ               | 2000-01  | セリエA      | 34     | 0      | 2      | 0      | —            | —            | 7        | 0        | —      | —      | 43   | 0    |
| パルマ               | 通算     | 通算         | 168    | 0      | 14     | 0      | —            | —            | 36       | 0        | 2      | 0      | 220  | 0    |
| ユヴェントス         | 2001-02  | セリエA      | 34     | 0      | 1      | 0      | —            | —            | 10       | 0        | —      | —      | 45   | 0    |
| ユヴェントス         | 2002-03  | セリエA      | 32     | 0      | 0      | 0      | —            | —            | 15       | 0        | 1      | 0      | 48   | 0    |
| ユヴェントス         | 2003-04  | セリエA      | 32     | 0      | 0      | 0      | —            | —            | 6        | 0        | 1      | 0      | 39   | 0    |
| ユヴェントス         | 2004-05  | セリエA      | 37     | 0      | 0      | 0      | —            | —            | 11       | 0        | –      | –      | 48   | 0    |
| ユヴェントス         | 2005-06  | セリエA      | 18     | 0      | 2      | 0      | —            | —            | 4        | 0        | 0      | 0      | 24   | 0    |
| ユヴェントス         | 2006-07  | セリエB      | 37     | 0      | 3      | 0      | —            | —            | —        | —        | —      | —      | 40   | 0    |
| ユヴェントス         | 2007-08  | セリエA      | 34     | 0      | 1      | 0      | —            | —            | —        | —        | —      | —      | 35   | 0    |
| ユヴェントス         | 2008-09  | セリエA      | 23     | 0      | 2      | 0      | —            | —            | 5        | 0        | —      | —      | 30   | 0    |
| ユヴェントス         | 2009-10  | セリエA      | 27     | 0      | 1      | 0      | —            | —            | 7        | 0        | —      | —      | 35   | 0    |
| ユヴェントス         | 2010-11  | セリエA      | 16     | 0      | 1      | 0      | —            | —            | —        | —        | —      | —      | 17   | 0    |
| ユヴェントス         | 2011-12  | セリエA      | 35     | 0      | 0      | 0      | —            | —            | —        | —        | —      | —      | 35   | 0    |
| ユヴェントス         | 2012-13  | セリエA      | 32     | 0      | 1      | 0      | —            | —            | 10       | 0        | 1      | 0      | 44   | 0    |
| ユヴェントス         | 2013-14  | セリエA      | 33     | 0      | 0      | 0      | —            | —            | 14       | 0        | 1      | 0      | 48   | 0    |
| ユヴェントス         | 2014-15  | セリエA      | 33     | 0      | 0      | 0      | —            | —            | 13       | 0        | 1      | 0      | 47   | 0    |
| ユヴェントス         | 2015-16  | セリエA      | 35     | 0      | 0      | 0      | —            | —            | 8        | 0        | 1      | 0      | 44   | 0    |
| ユヴェントス         | 2016-17  | セリエA      | 30     | 0      | 0      | 0      | —            | —            | 12       | 0        | 1      | 0      | 43   | 0    |
| ユヴェントス         | 2017-18  | セリエA      | 21     | 0      | 3      | 0      | —            | —            | 9        | 0        | 1      | 0      | 34   | 0    |
| ユヴェントス         | 通算     | 通算         | 509    | 0      | 15     | 0      | —            | —            | 124      | 0        | 8      | 0      | 656  | 0    |
| パリ・サンジェルマン | 2018-19  | リーグ・アン | 17     | 0      | 1      | 0      | 1            | 0            | 5        | 0        | 1      | 0      | 25   | 0    |
| ユヴェントス         | 2019-20  | セリエA      | 9      | 0      | 5      | 0      | —            | —            | 1        | 0        | 0      | 0      | 15   | 0    |
| ユヴェントス         | 2020-21  | セリエA      | 8      | 0      | 5      | 0      | —            | —            | 1        | 0        | 0      | 0      | 14   | 0    |
| ユヴェントス         | 通算     | 通算         | 17     | 0      | 10     | 0      | —            | —            | 2        | 0        | 0      | 0      | 29   | 0    |
| パルマ               | 2021-22  | セリエB      | 12     | 0      | 0      | 0      | —            | —            | —        | —        | —      | —      | 12   | 0    |
| 総通算               | 総通算   | 総通算       | 723    | 0      | 40     | 0      | 1            | 0            | 167      | 0        | 11     | 0      | 942  | 0    |

## 代表歴

### 出場大会
- イタリア代表
  - 1998 FIFAワールドカップ
  - 2002 FIFAワールドカップ
  - 2006 FIFAワールドカップ
  - 2010 FIFAワールドカップ
  - 2014 FIFAワールドカップ

### 試合数
- 国際Aマッチ 175試合 0得点（1997年-2018年）[62]

| イタリア代表 | 国際Aマッチ | 国際Aマッチ |
| 年           | 出場        | 得点        |
| ------------ | ----------- | ----------- |
| 1997         | 1           | 0           |
| 1998         | 2           | 0           |
| 1999         | 8           | 0           |
| 2000         | 4           | 0           |
| 2001         | 7           | 0           |
| 2002         | 12          | 0           |
| 2003         | 7           | 0           |
| 2004         | 12          | 0           |
| 2005         | 3           | 0           |
| 2006         | 15          | 0           |
| 2007         | 8           | 0           |
| 2008         | 9           | 0           |
| 2009         | 11          | 0           |
| 2010         | 2           | 0           |
| 2011         | 10          | 0           |
| 2012         | 11          | 0           |
| 2013         | 15          | 0           |
| 2014         | 8           | 0           |
| 2015         | 8           | 0           |
| 2016         | 13          | 0           |
| 2017         | 8           | 0           |
| 2018         | 1           | 0           |
| 通算         | 175         | 0           |

## タイトル

### クラブ
パルマAC
- コッパ・イタリア : 1998-99
- スーペルコッパ・イタリアーナ : 1999
- UEFAカップ : 1998-99

ユヴェントスFC
- セリエA : 2001-02, 2002-03, 2011-12, 2012-13, 2013-14, 2014-15, 2015-16, 2016-2017, 2017-2018, 2019-20
- セリエB : 2006-07
- コッパ・イタリア : 2014-15, 2015-16, 2016-17, 2017-18, 2020-21
- スーペルコッパ・イタリアーナ : 2002, 2003, 2012, 2013, 2015, 2020

パリ・サンジェルマンFC
- トロフェ・デ・シャンピオン : 2018
- リーグ・アン : 2018-19

### 代表
イタリア代表
- FIFAワールドカップ : 2006
- U-21欧州選手権 : 1996

### 代表歴
- U-16イタリア代表
  - 1993年 - UEFA U-16欧州選手権1993 (準優勝)
- U-21イタリア代表
  - 1996年 - UEFA U-21欧州選手権1996 (優勝)
- U-23イタリア代表
  - 1996年 - アトランタオリンピック (グループリーグ敗退)
- イタリア代表
  - 1998年 - 1998 FIFAワールドカップ (ベスト8)
  - 2002年 - 2002 FIFAワールドカップ (ベスト16)
  - 2004年 - UEFA EURO 2004 (グループリーグ敗退)
  - 2006年 - 2006 FIFAワールドカップ (優勝)
  - 2008年 - UEFA EURO 2008 (ベスト8)
  - 2009年 - FIFAコンフェデレーションズカップ2009 (グループリーグ敗退)
  - 2010年 - 2010 FIFAワールドカップ (グループリーグ敗退)
  - 2012年 - UEFA EURO 2012 (準優勝)
  - 2013年 - FIFAコンフェデレーションズカップ2013 (3位)
  - 2014年 - 2014 FIFAワールドカップ (グループリーグ敗退)
  - 2016年 - UEFA EURO 2016 (ベスト8)

### 個人
- レフ・ヤシン賞 : 2006
- UEFAチャンピオンズリーグ最優秀選手賞 : 2002-03
- UEFAチーム・オブ・ザ・イヤー : 2003, 2004, 2006, 2016, 2017
- FIFA最優秀選手賞GK部門 : 2004, 2005, 2006
- UEFA年間最優秀選手GK部門 : 2002-03, 2016-17
- 欧州最優秀ゴールキーパー賞 : 2003, 2016, 2017
- セリエA最優秀サッカー選手賞 : 2016-17
- セリエA最優秀GK : 1998-99, 2000-01, 2001-02, 2002-03, 2004-05, 2005-06, 2007-08, 2011-12, 2013-14, 2014-15, 2015-16, 2016-17
- ESMチーム・オブ・ザ・イヤー : 2002-03, 2016-17
- FIFproワールドイレブン : 2006, 2007, 2017
- セリエAベストイレブン : 2011-12, 2013-14, 2014-15, 2015-16, 2016-17
- IFFHS選定年間最優秀GK : 2003, 2004, 2006, 2007, 2017
- ブラヴォー賞 : 1999
- FIFA 100 : 2004
- UEFAチャンピオンズリーグベストチーム : 2014-15[63]
- バロンドール・ドリームチーム、セカンドチーム : 2020